# Rozłupek czarniawy
Rozłupek czarniawy (Schistidium atrofuscum (Schimp.) Limpr.) – gatunek mchu należący do rodziny strzechwowatych (Grimmiaceae). Występuje w Ameryce Północnej, Europie i Azji.

## Ochrona
Roślina objęta jest w Polsce częściową ochroną gatunkową na podstawie Rozporządzenia Ministra Środowiska z dnia 9 października 2014 w sprawie ochrony gatunkowej roślin. W latach 2004–2014 podlegała ochronie ścisłej.